# Fibla pasiphae
Fibla pasiphae är en halssländeart som först beskrevs av H. Aspöck och U. Aspöck 1971.  Fibla pasiphae ingår i släktet Fibla och familjen reliktsländor. Inga underarter finns listade i Catalogue of Life.